# Gül-Baba-Türbe

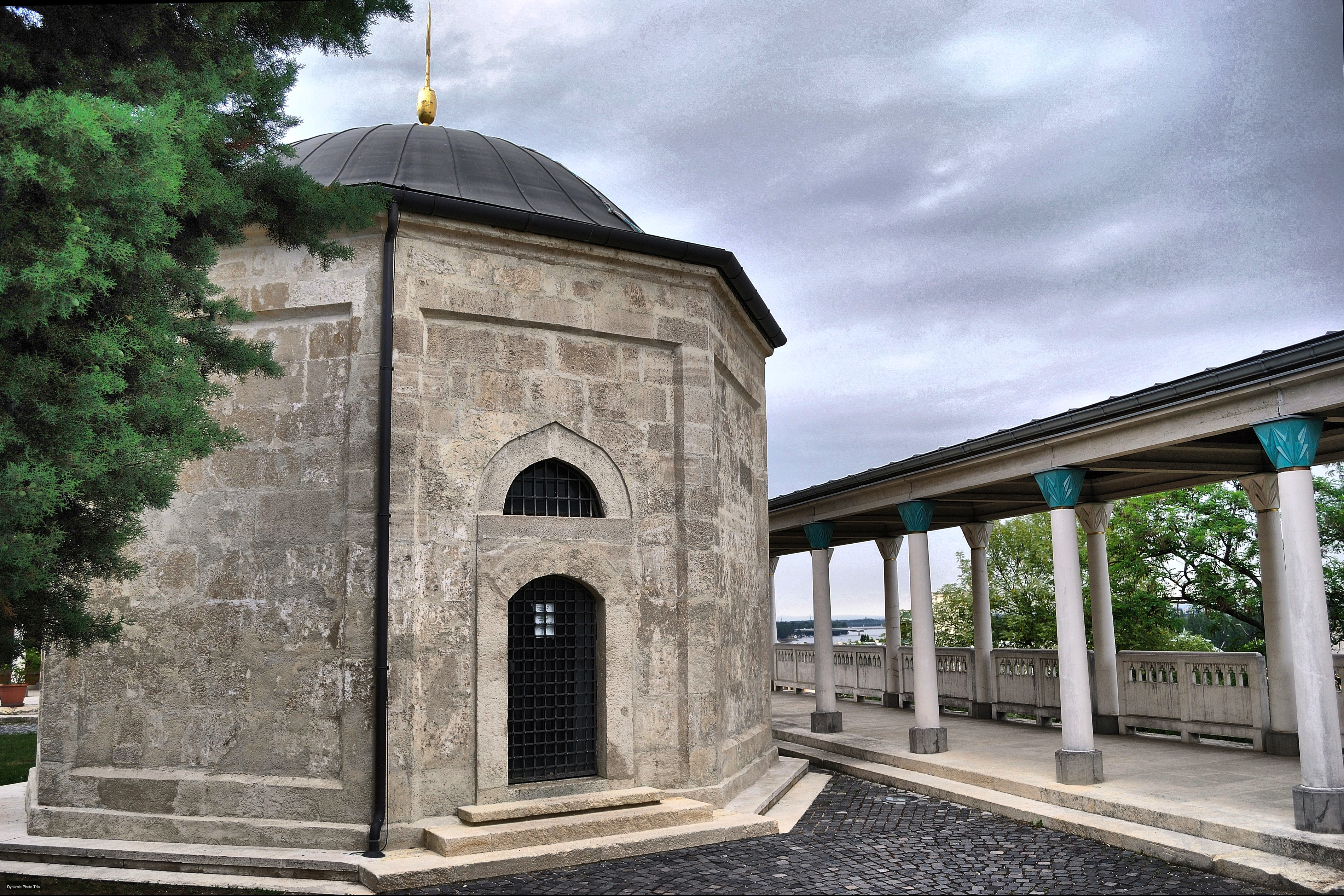
Gül-Baba-Türbe, Ansicht vom Garten aus

Die Gül-Baba-Türbe (ungarisch Gül Baba türbéje, türkisch Gül Baba Türbesi) ist eine Türbe (muslimische Grabstätte) in den Hängen des Rosenhügels (Rózsadomb) im II. Bezirk der ungarischen Hauptstadt Budapest. Sie ist die Grabstätte des türkischen Bektaschi-Derwischs und Dichters Gül Baba (gest. 1541) und gilt als nördlichster Wallfahrtsort des Islam.

## Lage und Beschreibung
Die Türbe liegt unweit der Margaretenbrücke auf einer Anhöhe im Budaer Stadtteil Rózsadomb auf etwa 130 m Höhe. Sie ist von Norden über die Gül Baba utca und von Süden über die Mecset utca über Treppen sowie von Westen her ebenerdig zu erreichen. Die eigentliche Türbe ist ein achteckiges, gemauertes Gebäude mit einem kuppelförmigen Dach, auf dem ein goldener Halbmond angebracht ist. Im Inneren befinden sich der Sarg Gül Babas, der mit Gebetsteppichen bedeckt ist, und ein Schrein. Die Innenwände sind mit Fliesen mit Koranversen verziert.
Die Türbe ist von einem Innenhof und einem Säulengang umgeben, von dem aus sich eine Aussicht Richtung Osten (auf Pest) bietet. Eine weitere Aussichtsterrasse, die auch außerhalb der Öffnungszeiten zugänglich ist, befindet sich im nördlichen Teil des Areals. An die Türbe ist ein Kulturzentrum mit einer Ausstellung über Gül Baba angeschlossen. Südlich des Bauwerks liegt der Gül-Baba-Garten (Gül Baba kertje) mit dem Rosengarten (Rózsa-kert).

## Geschichte

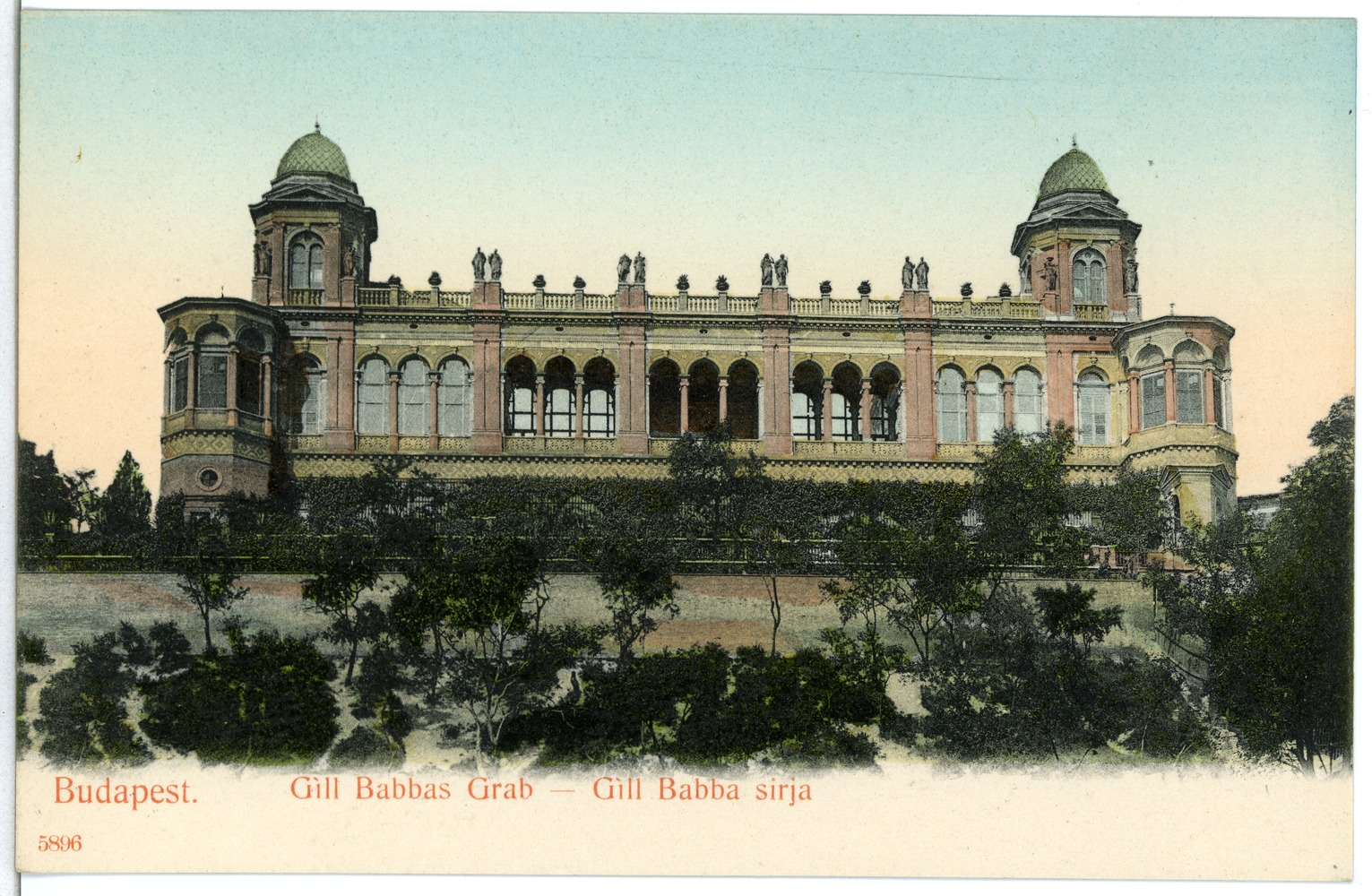
Gül-Baba-Türbe 1905

Gül Baba (wörtlich „Vater der Rosen“) starb bei oder kurz nach der Einnahme Budas (Ofens) durch die Osmanen um Sultan Süleyman I. 1541 und wurde von diesem daraufhin zum Schutzheiligen Budas erklärt. Die Türbe wurde zwischen 1543 und 1548 um das Grab Gül Babas errichtet.
Die Belagerung von Ofen 1684/86 und dessen Rückeroberung durch die Habsburger überstand die Türbe unbeschädigt. Sie wurde anschließend an den Jesuitenorden übergeben, der sie in eine Kapelle (Sankt-Josephs-Kapelle) umwandelte. Nach der Auflösung des örtlichen Jesuitenordens blieb das Grab Gül Babas ein Wallfahrtsort osmanischer Muslime. Die Regierung des Osmanischen Reiches beauftragte 1885 den Architekten János Wagner mit der Sanierung der Anlage. Nach deren Fertigstellung wurde die Gül-Baba-Türbe 1914 zum nationalen Denkmal erklärt.
Weitere Restaurierungsarbeiten fanden zwischen 1914 und 1916 durch István Möller und 1943 durch Géza Lux statt. Die Arbeiten wurden allerdings durch den Zweiten Weltkrieg unterbrochen. 1962 wurde die Anlage durch Egon Pfannl erneut umgebaut und die Rosengärten wurden angelegt. Pläne aus den 1980er-Jahren, eine Moschee und eine Bibliothek auf dem Gelände der Türbe zu errichten, wurden allerdings nicht umgesetzt. Die Renovierung und Umgestaltung 2017, die etwa 2,5 Milliarden Forint kostete, finanzierten die Regierungen Ungarns und der Türkei zu gleichen Teilen. Die Grabstätte ist Eigentum der Türkei.

## Galerie

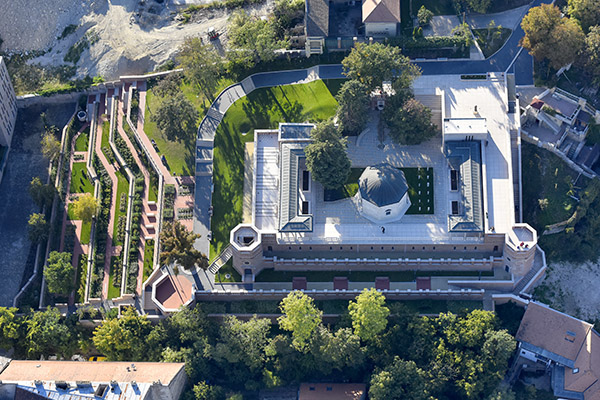
Luftbild der Gül-Baba-Türbe mit Garten
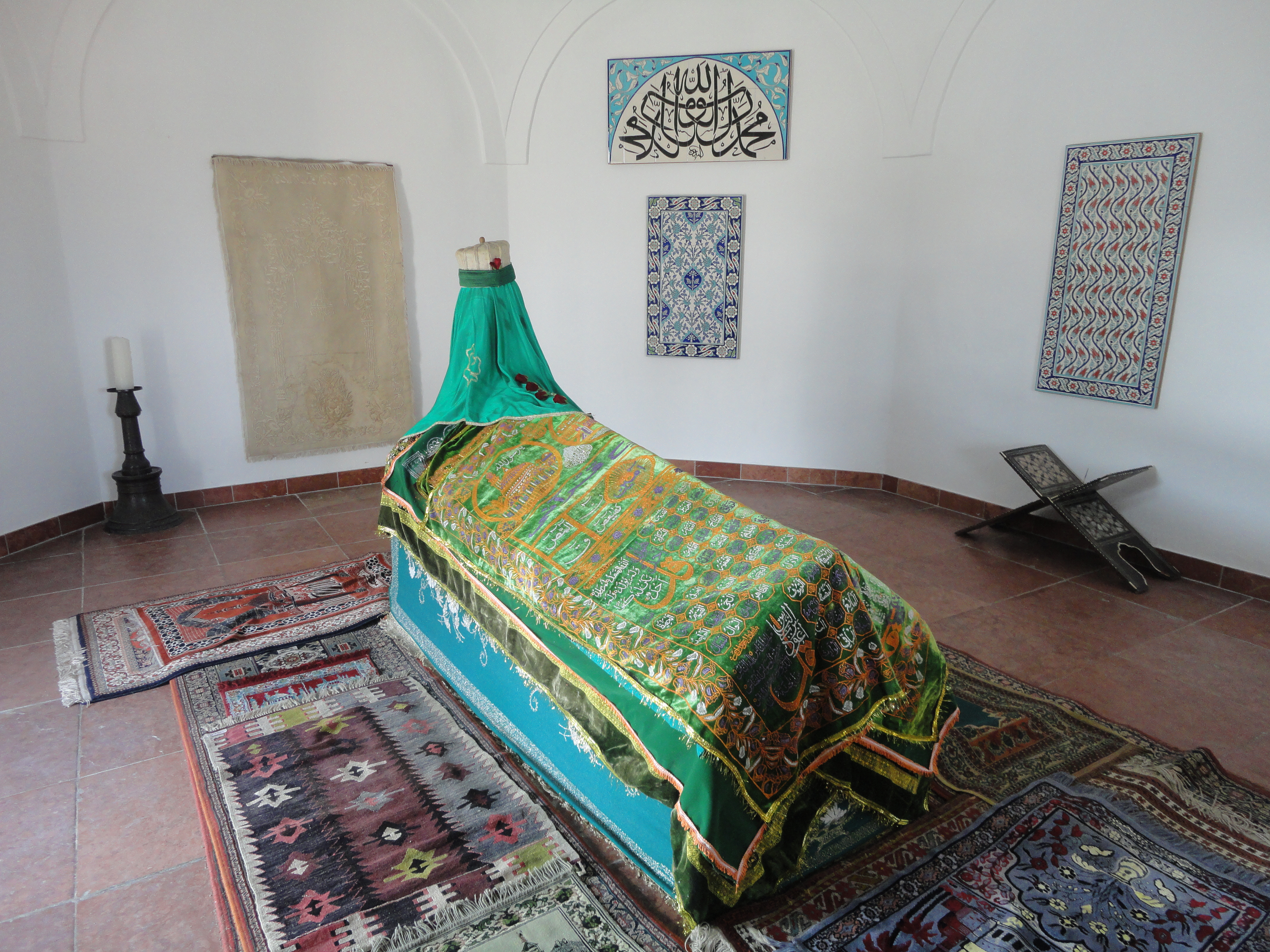
Innenraum
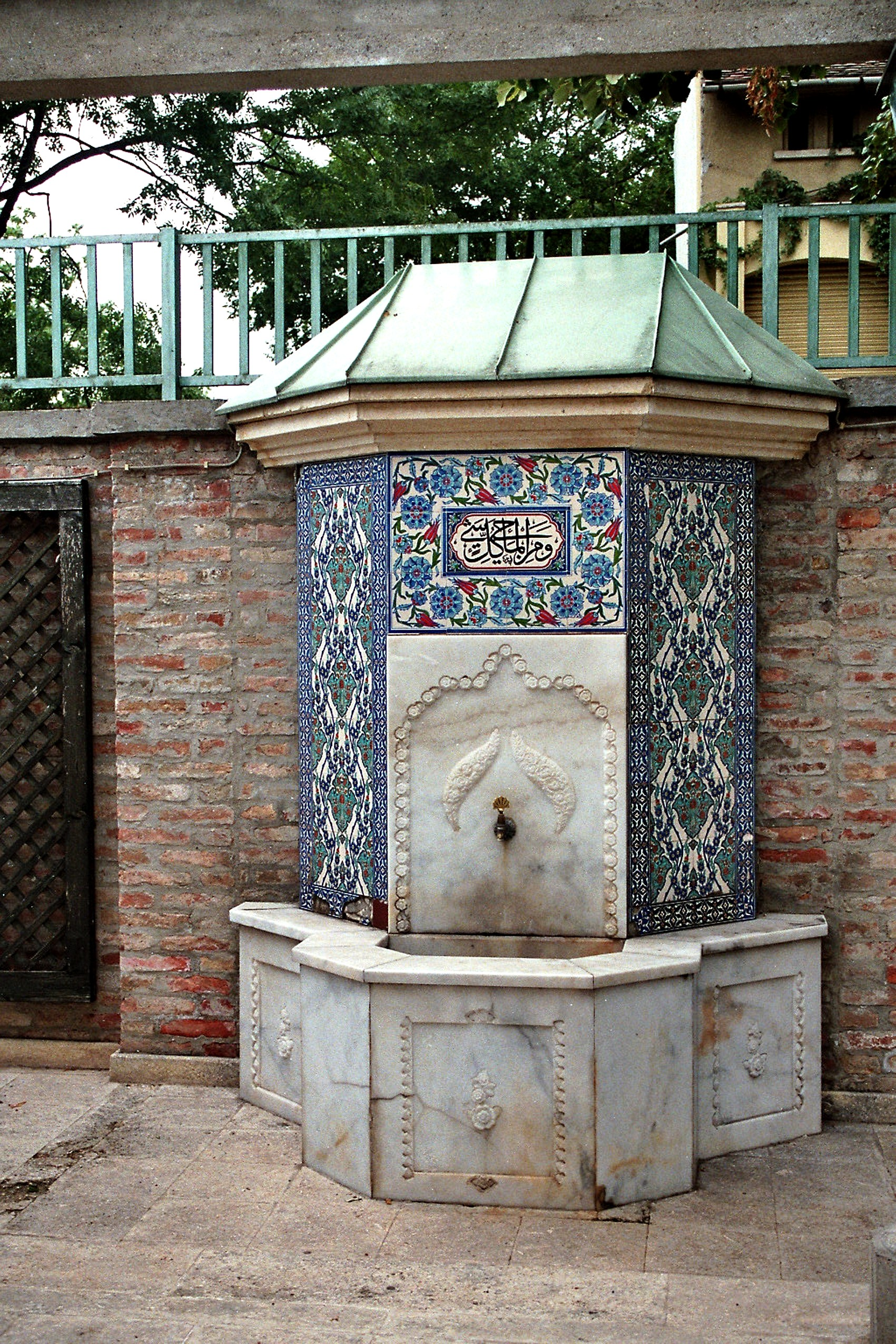
Brunnen im Innenhof
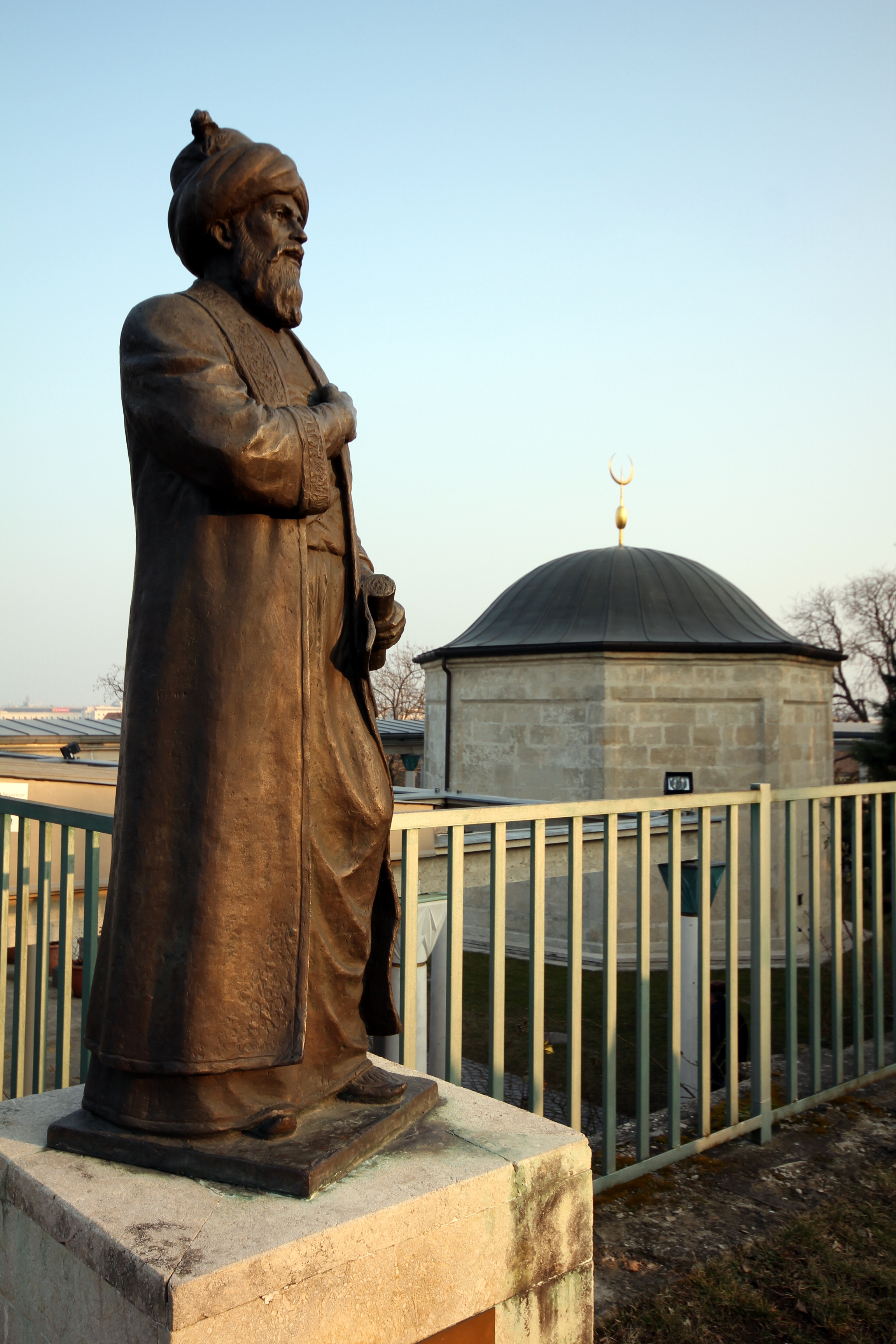
Statue des Gül Baba